# Paul Double
Paul Double (* 25. Juni 1996 in Winchester) ist ein britischer Radrennfahrer, der im Straßenradsport aktiv ist.

## Sportlicher Werdegang
Zu Beginn seiner Karriere wechselte Double mehrfach zwischen der Vereinsebene und den UCI Continental Teams. Dabei machte er wiederholt durch Top-10-Platzierungen bei verschiedenen Rundfahrten auf sich aufmerksam, unter anderem als Gesamtvierter der Bulgarien-Rundfahrt 2020. Zuletzt war er als Gesamtsiebter der Slowenien-Rundfahrt 2022 bester Fahrer eines Continental Teams bei diesem Rennen der UCI ProSeries. Im selben Jahr erzielte er mit einem Etappenerfolg bei Bulgarien-Rundfahrt den ersten Sieg seiner Karriere.
Aufgrund seiner Leistungen erhielt Double noch 2022 die Möglichkeit, als Stagiaire für das Team Human Powered Health zu fahren. Zur Saison 2023 wurde er fest in das UCI ProTeam übernommen. Sein bestes Ergebnis für das Team war der sechste Gesamtrang bei der Tour de Langkawi. Nach Auflösung seines Teams wechselte Double zur Folgesaison zum Team Polti Kometa, wo er schnell zum Leistungsträger wurde. Als Gesamtdritter der Türkei-Rundfahrt 2024 stand er erstmals auf dem Podium bei einer Rundfahrt. Sein persönlicher Höhepunkt war der zweite Etappenrang auf der Königsetappe der Slowenien-Rundfahrt.
Nach nur einem Jahr bei Polti Kometa erhielt Double zur Saison 2025 einen Vertrag beim UCI WorldTeam Jayco AlUla. Für das neue Team war er erstmals mit einem Etappenerfolg bei der Settimana Internazionale Coppi e Bartali 2025 siegreich.

## Erfolge
2022
- eine Etappe Bulgarien-Rundfahrt

2025
- eine Etappe Settimana Internazionale Coppi e Bartali

## Grand Tour-Platzierungen
| Grand Tour            | 2025 |
| --------------------- | ---- |
| Giro d’ItaliaGiro     | IP   |
| Tour de FranceTour    | …    |
| Vuelta a EspañaVuelta | …    |